# Kārlis Ulmanis
Kārlis Augusts Vilhelms Ulmanis (4. září 1877, Bērze – 20. září 1942, Krasnovodsk) byl významný politik meziválečného Lotyšska, prezident Lotyšska v letech 1936–1940, několikrát též zastával funkci premiéra (1918–1921, 1925–1926, 1931, 1934–1940) a ministra zahraničních věcí (1926, 1931, 1934–1936). Zemřel v sovětském vězení.

## Život
Vystudoval agronomii na Spolkové vysoké technické škole v Curychu a na Lipské univerzitě. Po studiích se vrátil do Lotyšska. Do politiky vstoupil během ruské revoluce roku 1905 a začal prosazovat nezávislost Lotyšska, které bylo tehdy součástí Ruského impéria. Za účast na nepokojích byl krátce vězněn v Pskově, poté z Lotyšska uprchl do Spojených států amerických. V americkém exilu začal znovu studovat, své zemědělské vzdělání prohloubil na Nebraské univerzitě (University of Nebraska–Lincoln), poté působil v texaském Houstonu. Do Lotyšska se vrátil roku 1913, po všeobecné amnestii vyhlášené carem Mikulášem II.
Po skončení první světové války se postavil do čela agrárnické strany (Latviešu zemnieku savienība) a patřil k zakládajícím členům Lotyšské lidové rady (Tautas padome), která 18. listopadu 1918 vyhlásila nezávislost na Rusku. Lotyši tak získali nezávislost po sedmi stech letech. Ulmanis se stal historicky prvním premiérem země. Jeho prvním úkolem bylo uhájit novou republiku v tzv. Lotyšské osvobozenecké válce (proti Rudé armádě, lotyšským komunistům a baltským Němcům). To se pod velením generála Jānise Balodise, s podporou francouzského a britského námořnictva a polských jednotek podařilo.
Po skončení bojů byla Lotyšská republika roku 1920 ustavena jako parlamentní demokracie, což potvrdila ústava schválená roku 1922. Roku 1934 však Ulmanis provedl státní převrat (s podporou generála Balodise). Rozpustil parlament (Saeima), armáda a Národní garda (Aizsargi) obsadily vládní budovy a klíčové komunikace, řada politiků byla protiprávně uvězněna. Ulmanis rozpustil všechny politické strany, včetně své vlastní, agrární, vypustil z ústavy paragrafy přiznávající občanská práva a ustavil autoritářský režim. Jedním ze zdůvodnění převratu bylo, že je třeba zabránit nástupu fašistického hnutí Pērkonkrusts a provokacím baltských Němců, kteří stále více sympatizovali s německým nacismem (podobná situace byla v Estonsku). Bohužel však hlavní obětí represí byli sociální demokraté. V koncentračním táboře v Liepāje bylo internováno 95 členů Pērkonkrusts a vedle toho 369 sociálních demokratů. Následovalo též masivní zestátňování, které mělo však význam spíše nacionalistický než socialistický – pod heslem „Lotyšsko Lotyšům“ Ulmanis vyvlastňoval především podniky etnických menšin – Němců, Rusů, Židů a Litevců. Tento proces ovšem neprovázely násilné excesy. Roku 1936 si Ulmanis k funkci premiéra přibral i funkci prezidenta.
V červnu 1940 Sovětský svaz provedl vojenskou invazi do Lotyšska. Ulmanis vyzval Lotyše, aby nekladli sovětským vojskům odpor. V rozhlasovém projevu pronesl v Lotyšsku dnes proslulou větu: „Já zůstanu na svém místě, vy zůstaňte na svých.“ 21. července 1940 ho Sověti přinutili rezignovat. Byla mu doporučována emigrace, tu však odmítl. Odešel do ruského Stavropolu, kde rok pracoval jako agronom. V červenci 1941 byl zatčen a umístěn do stavropolského vězení. Rok poté se německá vojska ke Stavropolu přiblížila, a tak byl Ulmanis přemístěn do věznice v Krasnovodsku (dnes v Turkmenistánu). Krátce poté u něj propukla úplavice, na niž zemřel.
Byl prastrýcem Guntise Ulmanise, který byl prezidentem Lotyšska v letech 1993–1999. V hlavním městě Riga je po něm pojmenována jedna z hlavních tříd (Kārļa Ulmaņa gatve).